# Myrica inodora
Myrica inodora là một loài thực vật có hoa trong họ Myricaceae. Loài này được W. Bartram mô tả khoa học đầu tiên năm 1791.